# Strumpshaw
Strumpshaw – wieś w Anglii, w hrabstwie Norfolk, w dystrykcie Broadland. Leży 12 km na wschód od Norwich i 165 km na północny wschód od Londynu. Miejscowość liczy 602 mieszkańców.